# Sadie Dupuis
Sarah Elizabeth « Sadie » Dupuis (née le 8 juillet 1988) est une musicienne américaine, guitariste, chanteuse et parolière du groupe Speedy Ortiz.  Elle a également sorti deux albums solo, Slugger et Haunted Painting, sous le nom de Sad13. Elle a publié deux recueils de poésie. Un portrait d'elle a fait la couverture de The New Yorker du 22 août 2022. En octobre 2023, Rolling Stone a nommé Dupuis l'une des 250 plus grandes guitaristes de tous les temps[source insuffisante].

## Enfance et éducation
Sadie Dupuis a commencé à jouer de la musique dès l'enfance, en chantant dans des chorales et en jouant du piano. Elle a rejoint une chorale professionnelle au collège et a fait des tournées internationales avec elle jusqu'au lycée. Elle a appris à jouer de la guitare à l'âge de 13 ans. À l'âge de 14 ans, elle a étudié pendant un an à la Kent School, une école privée mixte préparant à l'entrée à l'université, située à Kent, dans le Connecticut. Elle est diplômée de la Shepaug Valley High School de Washington, dans le Connecticut. Elle est également une ancienne élève de Buck's Rock, un camp d'éducation artistique où elle a été à la fois élève et instructrice de musique, ce qui a inspiré Speedy Ortiz à collecter des fonds pour le Girls Rock Camp.
Sadie Dupuis a fréquenté le Massachusetts Institute of Technology (MIT) pendant deux ans. Elle a d'abord suivi un double cursus en mathématiques et en musique avant de s'intéresser au journal de l'école et de décider d'abandonner les mathématiques au profit de l'écriture. Après avoir quitté le MIT, elle a terminé ses études au Barnard College avec une spécialisation en poésie. Avant de devenir musicienne à plein temps, elle a travaillé comme rédactrice indépendante, a donné des cours d'écriture et a obtenu une maîtrise en poésie à l'université du Massachusetts à Amherst.

## Carrière
Dupuis a commencé à écrire et à sortir de la musique au lycée, en s'enregistrant d'abord sur un Portastudio TASCAM. En 2005, sa chanson Sixteen a été brièvement publiée sur Myspace entre Dashboard Confessional et James Blunt. Elle a formé le groupe Quilty en 2006 et a sorti l'album Clover/Coriander en 2010 ; le journal Phoenix a décrit le premier album comme étant « sale » et « inspiré des années 90 ». Le groupe s'est séparé en 2012 et Dupuis a poursuivi avec Speedy Ortiz. Dupuis a écrit sa première chanson de Speedy Ortiz, Ka-Prow, tout en enseignant l'écriture de chansons à Buck's Rock en 2011.  Speedy Ortiz a sorti son premier EP, Cop Kicker en 2011. Également en 2011, Dupuis a joué dans « le groupe de reprises entièrement féminin de Pavement » Babement, formé avec Cindy Lou Gooden de Very Fresh ;  cependant, ils n'ont fait que quelques "spectacles". En 2012, le projet parallèle de Dupuis, Dark Warble, a sorti un EP, Moon Is Trouble. Dupuis a quitté son emploi d'enseignante et est devenue musicienne à plein temps tout en préparant la sortie du deuxième album de Speedy Ortiz, Foil Deer.
Elle a participé à de nombreux titres des groupes Exploding in Sound, Ovlov et Mister Goblin, en tant que choriste,,. Elle a également travaillé avec de nombreux artistes en tant que productrice, synthétiseuse ou guitariste, notamment Backxwash, Ben Lee, Field Mouse (groupe), Tracy Bonham, Lushlife et Eric Slick. Dupuis a composé de la musique pour des podcasts tels que My Year in Mensa et Ghost Church de Jamie Loftus, Unread de Chris Stedman et le podcast Songs in the Key of Death aux côtés de Bonnie Prince Billy. En 2023, Dupuis a participé à la composition de l'album Continue as a Guest des New Pornographers.
En janvier 2016, Dupuis, sous le nom de Sad13, a travaillé avec l'artiste de hip-hop alternatif Lizzo et a enregistré la chanson Basement Queens. En novembre 2016, elle sort l'album Slugger sous le même nom. Sad13 a effectué une tournée aux États-Unis, soutenue par les artistes Vagabon, Sam Evian, Lisa Prank et Stef Chura,,, au Royaume-Uni, soutenue par Big Joanie, avec une apparition à Glastonbury, ainsi qu'en Australie. Sad13 a également tourné en première partie de Deerhoof et de Ted Leo,. En septembre 2020, Dupuis a sorti son deuxième album sous le nom de Sad13, Haunted Painting. Bien que Dupuis ait joué la plupart des instruments, à l'exception de la batterie et des contributions orchestrales, l'album comprend des performances vocales de Helado Negro, Satomi Matsuzaki et Merrill Garbus.
En novembre 2018, Sadie Dupuis a publié son premier recueil de poésie, Mouthguard. En octobre 2022, son deuxième recueil de poésie, Cry Perfume, a été publié par Black Ocean Press. Dans un essai pour Talkhouse, Dupuis a décrit le livre comme traitant du deuil, de la réduction des risques, et a déclaré qu'il « s'attaque à [son] travail de musicienne - tous les moments délicats que l'industrie hostile aux artistes inflige, et toutes les façons dont la musique et ses communautés ont donné [à] Dupuis des raisons de vivre ». Il a reçu des critiques positives de Publishers Weekly, Ploughshares et Autostraddle,,, a été classé parmi les meilleurs livres de l'année par Rough Trade (magasins) et Two Dollar Radio, et a été salué par les auteurs Hanif Abdurraqib, Eileen Myles et Wendy X. Elle a continué à publier en tant qu'auteur indépendant pour Tape Op Magazine, Spin (magazine) et d'autres publications,.
Par l'intermédiaire du label Carpark Records, Dupuis dirige un label appelé Wax Nine, nommé d'après le nom de plume de sa mère qui écrivait pour Punk (magazine). Le label a publié des albums de Johanna Warren, Melkbelly et Spacemoth. En 2020, Wax Nine a commencé à publier un journal de poésie et d'art en ligne, dans lequel ont été publiés des textes de Melissa Lozada-Oliva, Jenny Zhang et Richard Chiem.

## Vie privée
Dupuis est végan depuis 2018, et suit un régime végétalien depuis 2005. Elle est également bisexuelle et demisexuelle,. Elle est une coureuse passionnée et s'est entraînée pour des marathons en tournée,. Elle entretient une relation à long terme avec Dylan Baldi de Cloud Nothings.
Sadie Dupuis a été élevée par sa mère, Diane Dupuis, artiste et ancienne institutrice. Elle a grandi avec le petit ami de sa mère, qui était dresseur de chiens, ce qui l'a incitée à défendre la cause du sauvetage des animaux. Elle a accueilli et adopté des pitbulls. Le père de Mme Dupuis, William D. Kornreich, aujourd'hui décédé, a travaillé comme A&R chez ZE Records, Buddah Records et United Artists, et a participé à la fondation du Rock and Roll Hall of Fame.

## Discographie

### Speedy Ortiz

#### Albums studios.
- Major Arcana (2013, Carpark)
- Foil Deer  (2015, Carpark)
- Twerp Verse (2018, Carpark)
- Rabbit Rabbit (2023, Wax Nine)

### Sad13

#### Albums studios
- Slugger (2016, Carpark)
- Haunted Painting (2020, Wax Nine)